# Cariblatta nebulicola
Cariblatta nebulicola es una especie de cucaracha del género Cariblatta, familia Ectobiidae.

## Distribución
Esta especie se encuentra en Jamaica.